# Keurmerk Uitvaartzorg
Het Keurmerk Uitvaartzorg is een Nederlands keurmerk ontstaan op initiatief van brancheverenigingen in de uitvaart. Het is bedoeld als hulp bij het kiezen van een uitvaartonderneming die kwaliteit biedt. Het merendeel van de uitvaarten in Nederland wordt verzorgd onder dit keurmerk, in 2013 lag het percentage bij ruim 85%.
Er is een Stichting Keurmerk Uitvaartzorg met de doelstelling het toekennen en intrekken van keurmerk certificaten aan organisaties zoals bedoeld in de Wet op de lijkbezorging. Uitvaartondernemingen kunnen zich hier aanmelden en na doorlopen van een in de stichtingsregels vastgelegde kwaliteitscontrole ontvangen ze bij goed resultaat het keurmerk. Dit is geen officieel certificaat omdat er geen wettelijke regels voor zijn maar het geeft aan dat de onderneming voldoet aan alle (kwaliteits-)eisen die de stichting in haar statuten heeft opgesteld. De stichting controleert de aangesloten ondernemingen jaarlijks op verschillende onderdelen van de dienstverlening. Het keurmerk wordt telkens voor drie jaar afgegeven.
Verbonden aan het keurmerk is de Stichting Nationaal Vakexamen Uitvaartzorg die opleidingen verzorgt op basis van vastgelegde eisen voor opleiding, stage en nascholing.

## Kwaliteitseisen
De uitvaartondernemer dient alle gemaakte afspraken schriftelijk vast te leggen, inclusief latere wijzigingen en prijsafspraken. Tevens dient er voor iedere uitvaart een dossier samengesteld te worden. Het personeel van de uitvaartondernemer moet gekwalificeerd zijn, waarbij de uitvaartverzorger regelmatig uitvaarten geregeld of uitgevoerd moet hebben. Bij klachten dient de ondernemer mee te werken aan de klachtenafhandelingsprocedure en het is verplicht om ieder jaar een klanttevredenheidsonderzoek te houden. Deze eisen worden door het keurmerk de  'zes zekerheden' genoemd.

## Register uitvaartverzorgers
De Stichting Keurmerk Uitvaartzorg voert een register waarin uitvaartverzorgers worden opgenomen die werken voor een uitvaartonderneming met het keurmerk, het vakdiploma NaVU hebben behaald én kunnen aantonen dat zij voldoende ervaring hebben en nascholing volgen.

## Klachten
Aan het keurmerk is ook verbonden de Stichting Klachteninstituut Uitvaartwezen die klachten behandelt van consumenten over een uitvaart. De stichting heeft een klachtenregÝlement opgesteld met waarborgen voor de onafhankelijkheid en onpartijdigheid van de klachtenprocedure en er is een ombudsman aangesteld die de klachten behandelt en uitspraak doet. De uitspraken worden gepubliceerd.
Ondernemingen die deelnemen aan het keurmerk verplichten zich beslissingen van de ombudsman te accepteren en uit te voeren zodat een bindende uitspraak kan worden gedaan bij een geschil. De ombudsman uitvaartwezen neemt ook gevallen in behandeling over uitvaartverzorgers die niet betrokken zijn bij het keurmerk als alle partijene op vrijwillige basis verklaren zich aan de beschikking te houden.

## Historie
Het Keurmerk Uitvaartzorg is in december 2006 geïnitieerd door de toenmalige brancheverenigingen in de uitvaartbranche, de Vereniging van Ondernemingen in de Uitvaartbranche (VOU) en de Nederlandse Unie van Erkende Uitvaartondernemingen (NUVU). Deze zijn inmiddels gefuseerd tot de Branchevereniging Gecertificeerde Nederlandse Uitvaartondernemingen (BGNU).